# Muschelgarten

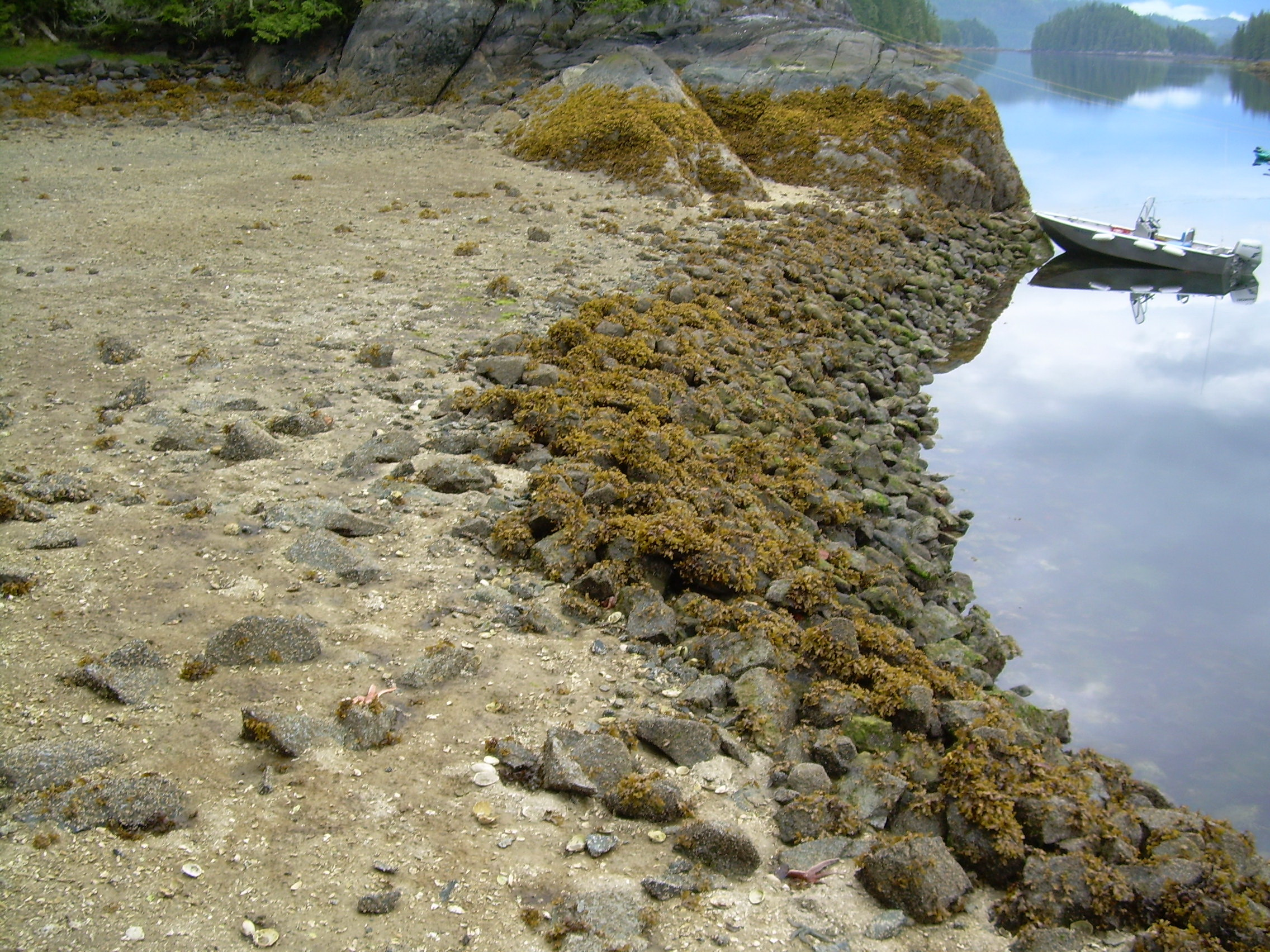
Muschelgarten im Broughton-Archipel bei Ebbe

Als Muschelgarten wird eine aus Geröll und Steinen begrenzte Terrasse im Gezeitengebiet von Meeresbuchten bezeichnet. Es handelt sich um eine Form der Marikultur, die die Ureinwohner an der Westküste der Vereinigten Staaten und Kanadas nutzen, um den Ertrag bei der Muschelzucht zu erhöhen. Die Anhäufung von Gezeitensedimenten in den Muschelgärten führt zur Umwandlung felsiger und steiler Uferbereiche sowie von Uferzonen mit weichem Sediment in produktive Muschelzuchtgebiete. Muschelgärten wurden bereits vor etwa 3500 Jahren von den Ureinwohnern an der nordöstlichen Pazifikküste angelegt. Diese traditionelle Art der Muschelzucht war beispielsweise bei den Kwakwaka'wakw noch im 19. Jahrhundert weit verbreitet und diente als ertragreiche Nahrungsquelle.

## Geschichte

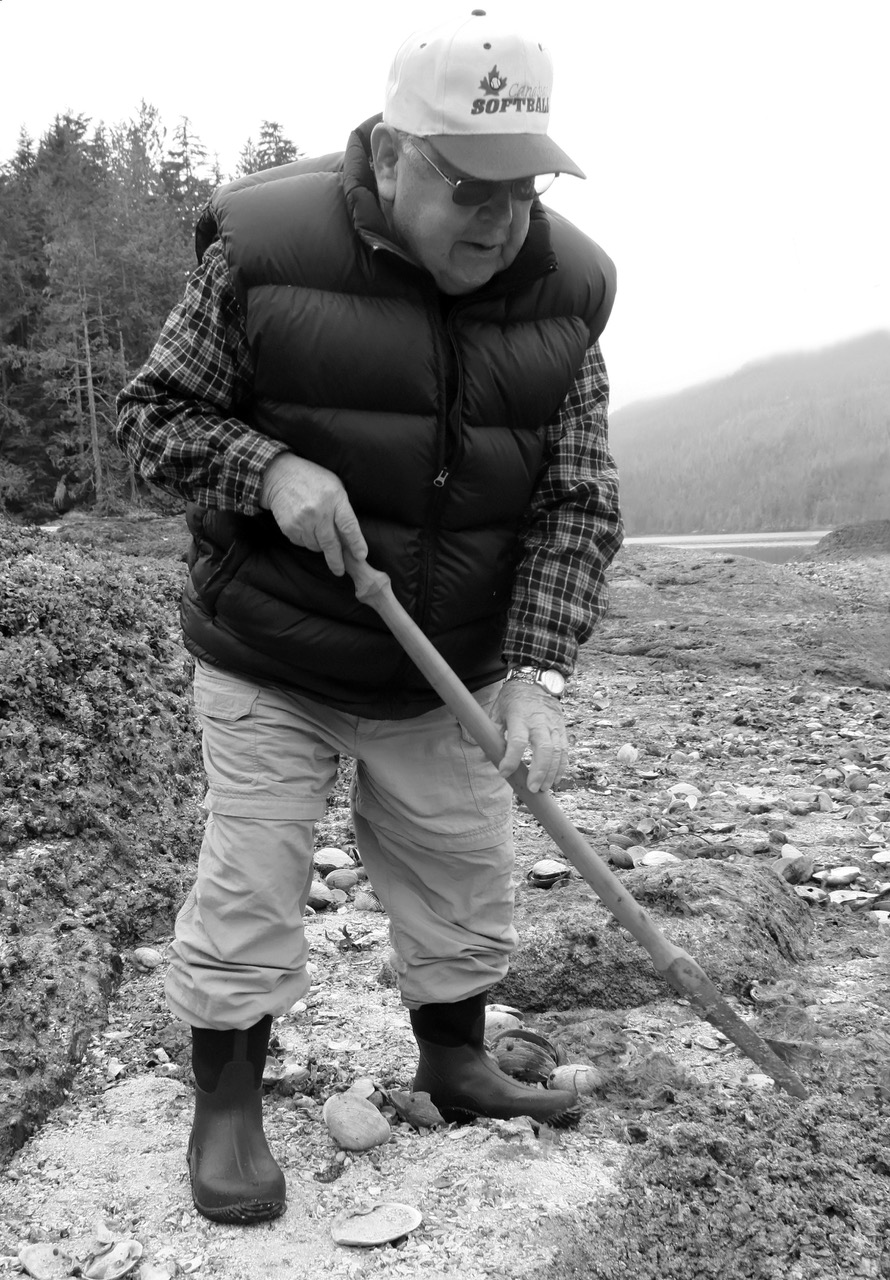
Kwaxsistalla Wathl’thla (Adam Dick), Chief des Volks der Dzawada’enuxw, beim Graben nach Muscheln in einem Muschelgarten

Die erste wissenschaftliche Erwähnung von Muschelgärten stammt von dem US-amerikanischen Anthropologen Bernard Joseph Stern aus dem Jahr 1934. Demnach verbrachten die Lummi-Indianer den September und Oktober am Ost- und Westsund von Orcas Island, wo sie Muschelgärten anlegten und bewirtschafteten. Es wurden verschiedene Muschelarten gezüchtet, darunter Buttermuscheln, Venusmuscheln, Miesmuscheln und Pferdemuscheln. Sterns Werk geriet jedoch in Vergessenheit und erst im Jahr 1995 entdeckte der Geomorphologe John Harper an Stränden in British Columbia Steinstrukturen, die er zunächst als „Muschelterrassen“ bezeichnete. Bei der Untersuchung der Terrassen stellte er fest, dass diese fast ausschließlich aus Muschelfragmenten bestanden und eine sehr hohe Muschelproduktion aufwiesen. Zudem fand er eine große Zahl von Muschelgärten vor, was darauf schließen ließ, dass die dort vorkommenden Muscheln eine wichtige Nahrungsquelle für die Ureinwohner waren.
Die Muschelgärten waren bis dahin nicht als menschengeschaffen identifiziert und einer wissenschaftlichen Untersuchung unterzogen worden, andere Archäologen vermuteten natürliche Prozesse für ihre Entstehung. Erst Gespräche mit Chief Kwaxsistalla Wathl’thla (Adam Dick) bestätigten, dass es sich bei den Strukturen um Muschelgärten handelte, die eine uralte Praxis darstellten. Die Arbeiten von Harper initiierten eine Welle von Untersuchungen über Muschelgärten. An den Küsten Alaskas, British Columbias, Washingtons und Kaliforniens wurden über 2000 Muschelgärten identifiziert.
Innerhalb jeder First Nation existierten spezifische Systeme der Verwaltung von Muschelgärten. Diese wurden meist von Familien als Eigentum beansprucht. Die Familien waren für die Pflege und Instandhaltung der Muschelgärten verantwortlich. Der Anspruch auf das Eigentum konnte durch die Errichtung eines eigenen Muschelgartens durch eine Familie an einem unbebauten Strandabschnitt innerhalb des traditionellen Territoriums der Familie geltend gemacht werden. Die Tradition des Muschelanbaus ermöglichte zudem die Weitergabe von Wissen zwischen den Generationen. Hierbei übermittelten die Ältesten ihr Wissen über Muschelgärten an die nächste Generation.
Im 21. Jahrhundert initiierten Nuu-chah-nulth-Gemeinden im Gebiet von Vancouver Island eine Vielzahl von Maßnahmen zur Förderung traditioneller Aktivitäten für Jugendliche, darunter die Anlage und Wiederherstellung von Muschelgärten. Im Huu-ay-aht-Gebiet erfolgte eine Anpassung traditioneller Muschelgartentechniken an moderne Nutzungsanforderungen. Dazu wurden Muschelgärten mit höheren Mauern errichtet, um die Manila-Teppichmuschel (Venerupis philippinarum) zu züchten. Es handelt sich um eine invasive Art, die zu Beginn des 20. Jahrhunderts erstmals an der Westküste auftauchte und inzwischen kommerziell gezüchtet wird. Obwohl die meisten Muschelgärten unbeaufsichtigt sind, werden in Fulford Harbour auf Salt Spring Island und auf Russell Island im Gulf-Islands-Nationalpark Teile von zuvor unbeaufsichtigten Muschelgärten wiederhergestellt.

## Anlage von Muschelgärten

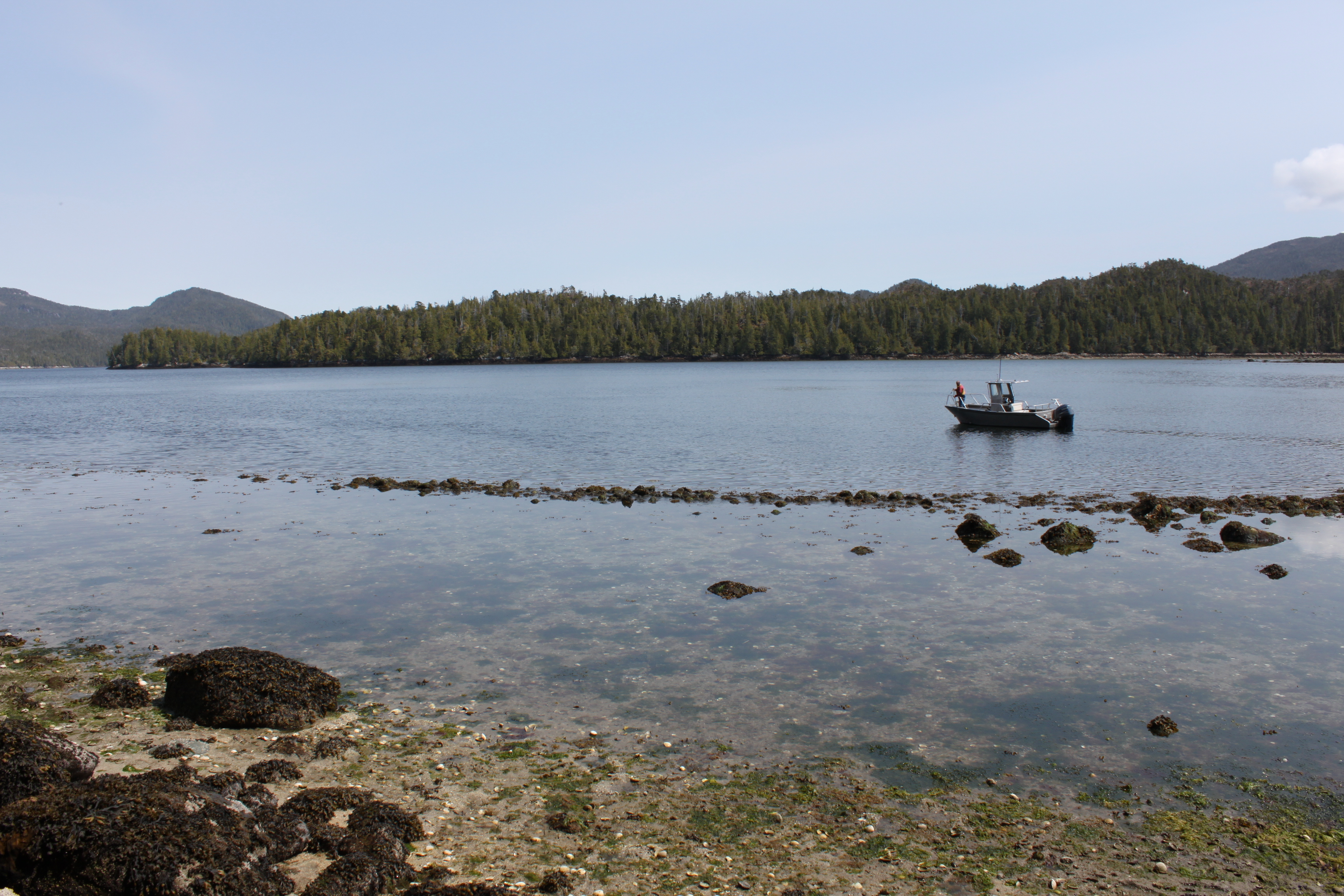
Bei Flut überschwemmter Muschelgarten

Die Anlage von Muschelgärten erfolgt durch die Errichtung einer Wand aus Steinen und Geröll an der äußeren Niedrigwassergrenze. Bei Flut bricht die Brandung über diese Mauern und hinterlässt Sedimente, Schlick, Sand und Kies. Diese lagern sich am Boden ab und bilden im Laufe der Zeit eine Art Terrasse. Dies hat eine Verringerung der Strandneigung zur Folge und führt so zu einer Vergrößerung des optimalen Tidenbereichs für die Muschelzucht. Durch die Flächenvergrößerung entstehen Rifflebensräume, in deren Sedimenten sich riffgebundene Meerestiere wie Muscheln mit erhöhter Wachstumsrate und -dichte ansiedeln. Die Muschelgärten ziehen auch eine Vielzahl anderer Meeresbewohner an, wie etwa Tintenfische.

Δ: Muscheln oder wirbellose Tiere, die sich vergraben (z. B. Buttermuschel); ο: Seepocke oder andere nicht grabende wirbellose Tiere (z. B. Wellhornschnecke, Napfschnecke)
Die Wasserrückhaltung in den Muschelgärten (1b) ist während des Gezeitenwechsels höher als an natürlichen, unbefestigten Stränden mit höherem Gefälle (1a). Der Wasserrückhalt sowie geringe Abflussgeschwindigkeiten erhöhen die Überlebenschancen der Muschellarven in den Muschelgärten und schaffen dadurch bessere Bedingungen für die Ansiedlung der Larven. Darüber hinaus erwärmt sich das auf den flachen Muschelgärten zurückgehaltene Wasser leichter, was die Wachstumsraten des Phytoplanktons erhöht und die Sekundärproduktion anregt. Erhöhte Wassertemperaturen fördern zudem das Wachstum der Muscheln und deren Laichaktivität.
Die Ureinwohner verteilten in den Muschelgärten zerbrochene Muschelschalen als alkalinitätssteigernde Mittel und arbeiteten diese in das Sediment ein. Buttermuscheln bevorzugen zerkleinerte Muschelschalen, auch als biogener Sand bezeichnet, als Habitat. Die Muschelschalen bestehen zum großen Teil aus Calciumcarbonat und erhöhen lokal den pH-Wert. Dies schützt den säureempfindlichen Muschelnachwuchs. Das Calcium wird von den Muscheln außerdem als Baustoff für ihre eigenen Schalen verwendet. Das Sediment enthält neben dem Muschelgranulat auch Kies. Die dadurch geringere Schüttdichte des Sediments ist vorteilhaft für das Wachstum der Muscheln. Im Rahmen der Muschelernte erfolgt eine Belüftung des Sediments, wodurch die Mobilität der Muscheln erhöht und die Ernte erleichtert wird.

## Nahrungsquelle
In mit Muschelschalen gekalkten Terrassen wachsen etwa viermal so viele Buttermuscheln (Saxidomus gigantea) und mehr als doppelt so viele Venusmuscheln der Art Leukoma staminea wie in naturbelassenen Küstenabschnitten. Zudem wachsen die Muscheln schneller. Die so gezüchteten Muscheln waren eine wichtige Nahrungsressource, die zur Ernährungssicherheit der Kwakwaka’wakw und anderer Stämme beitrug. Muschelgärten stellten eine verlässliche Nahrungsquelle dar, insbesondere in Zeiten, wenn andere Nahrungsmittel knapp waren. Die Muscheln waren reichlich verfügbar und konnten ohne großen Aufwand geerntet werden. Die Muschelernte erfolgte hauptsächlich durch Frauen und Kinder, bei hohem Bedarf wurden die Männer zur Unterstützung herangezogen und die Frauen übernahmen die Zubereitung.
Die Muschelgärten bieten auch Lebensraum für Tintenfische, Seeigel, Seegurken, Wellhornschnecken und Turbanschnecken, die ebenfalls Nahrungsmittel für die Küstenbewohner der First Nations waren. Von der Milch der Seeigel ernähren sich wiederum Muscheln und andere Arten.

Bewohner von Muschelgärten
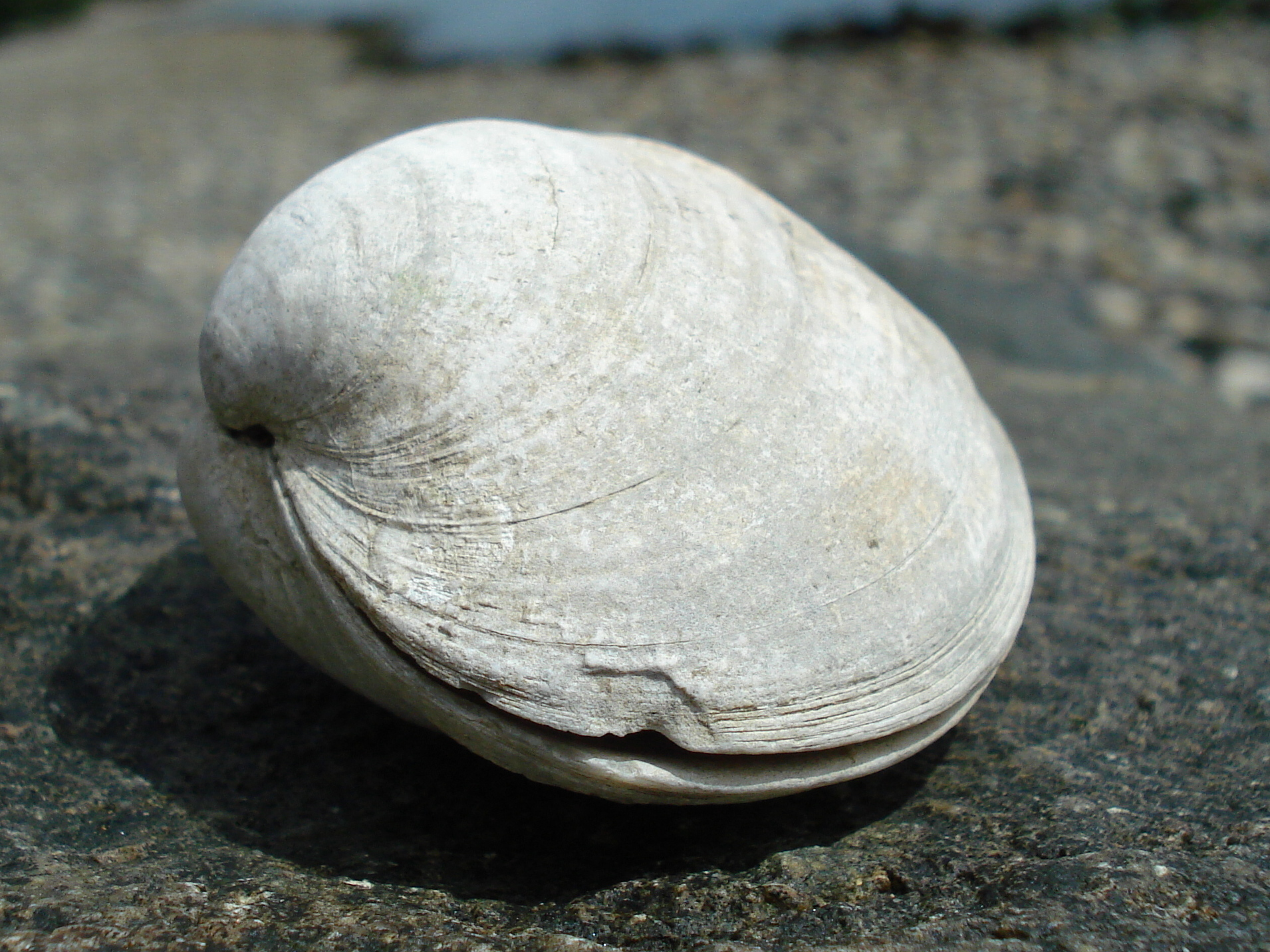
Buttermuschel
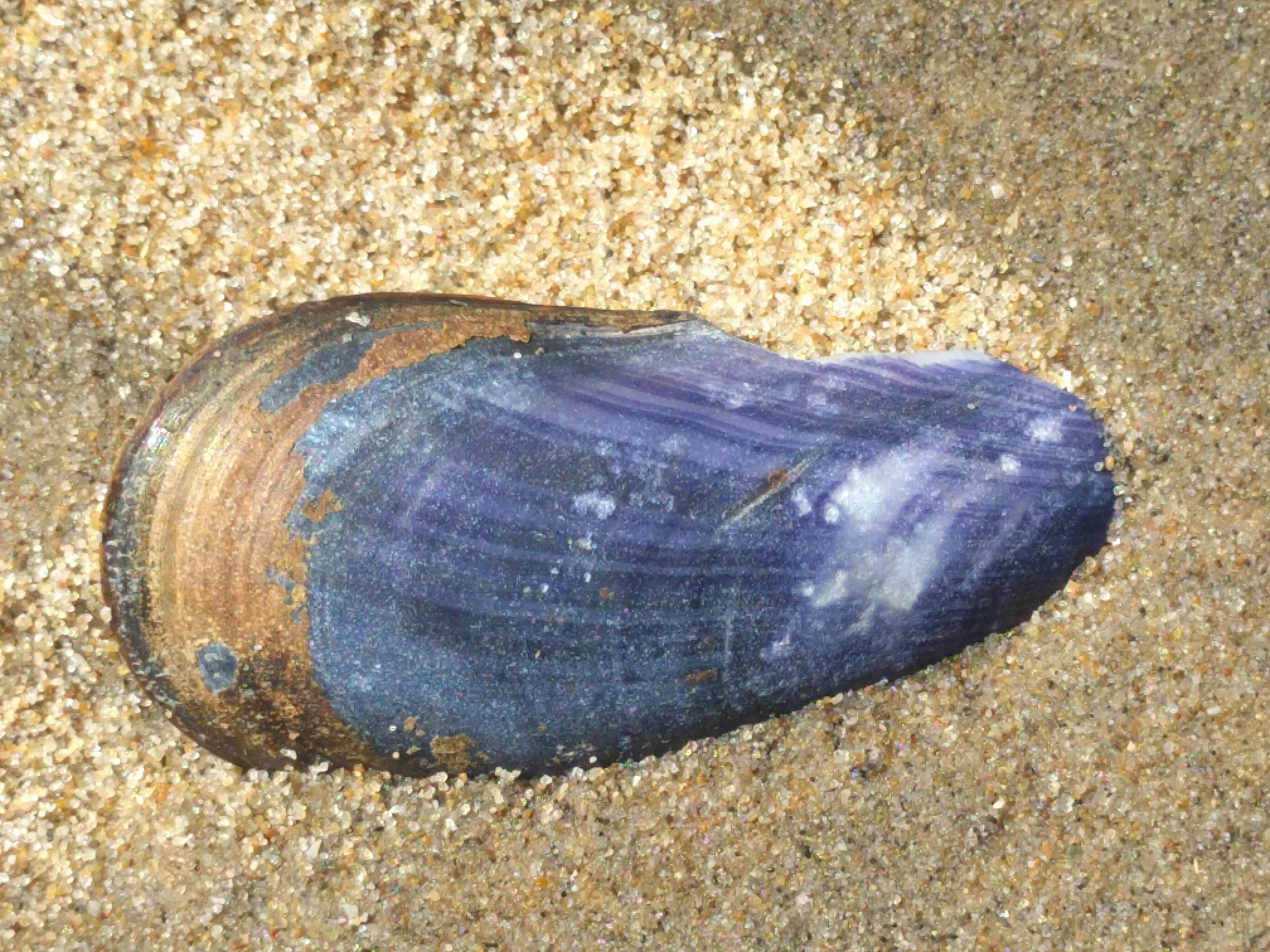
Pferdemuschel
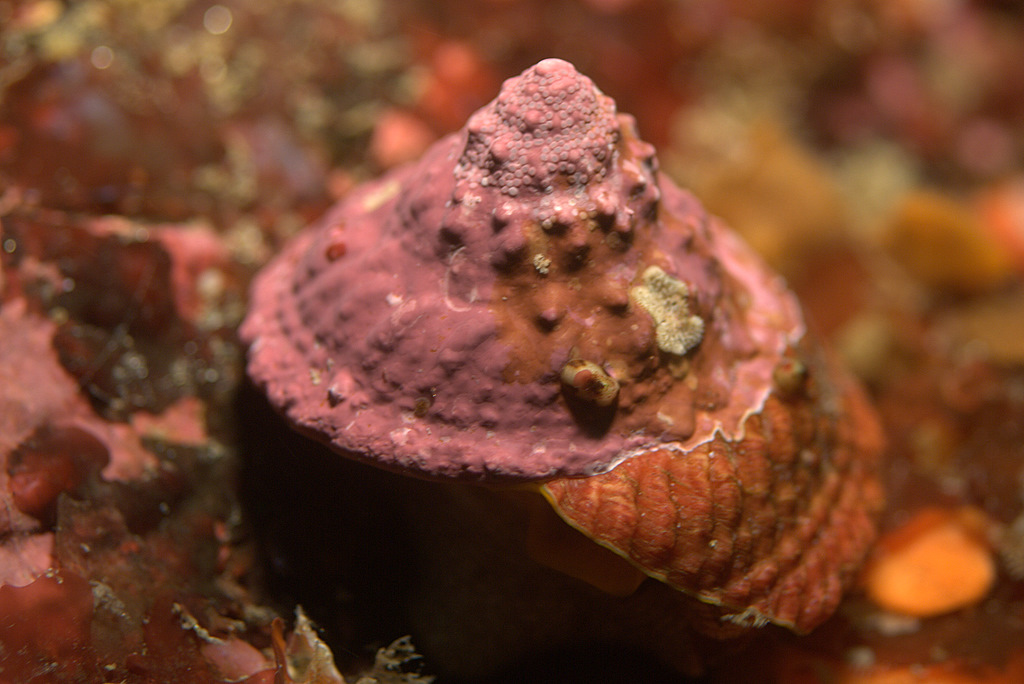
Turbanschnecke
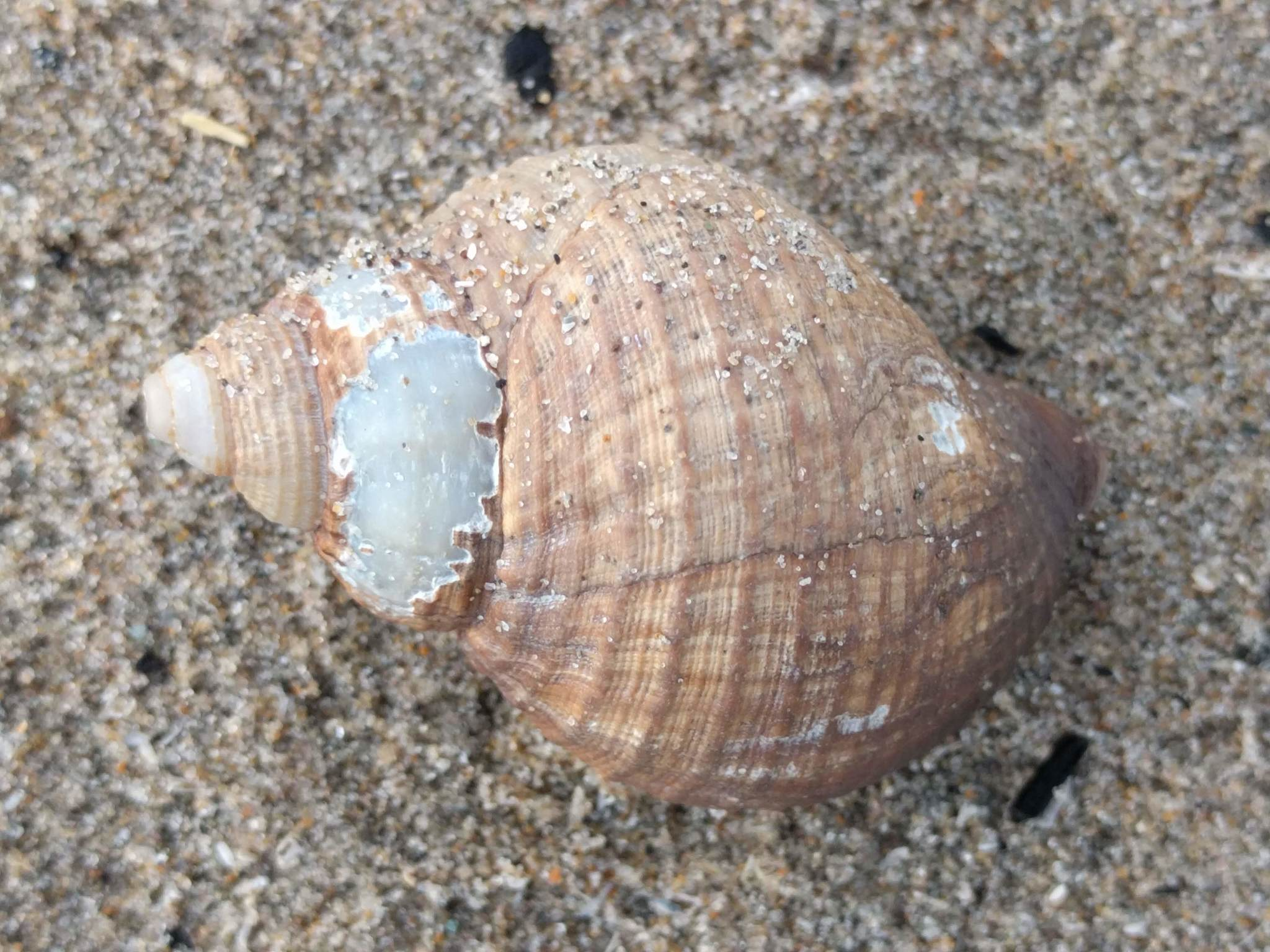
Wellhornschnecke
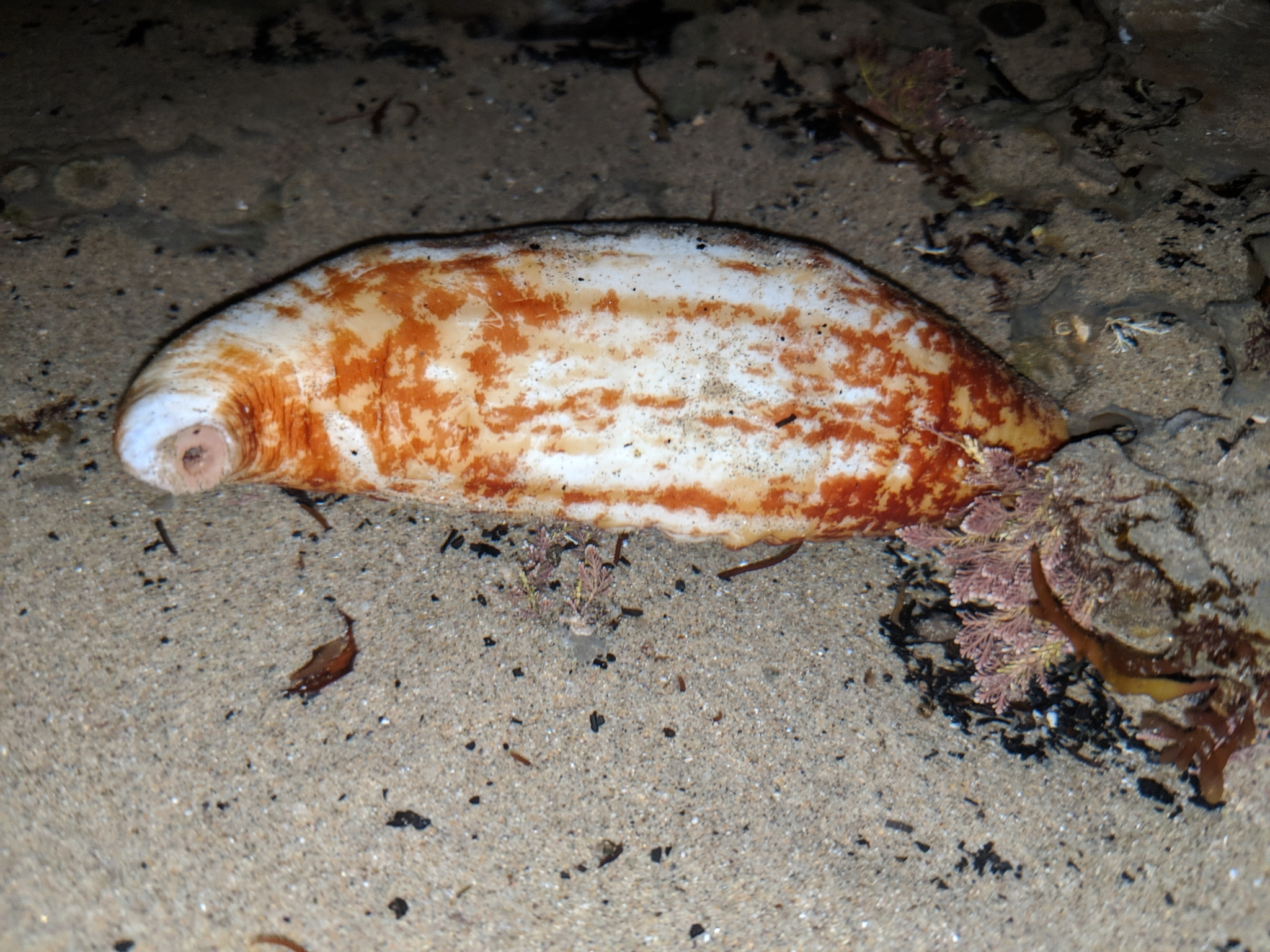
Seegurke
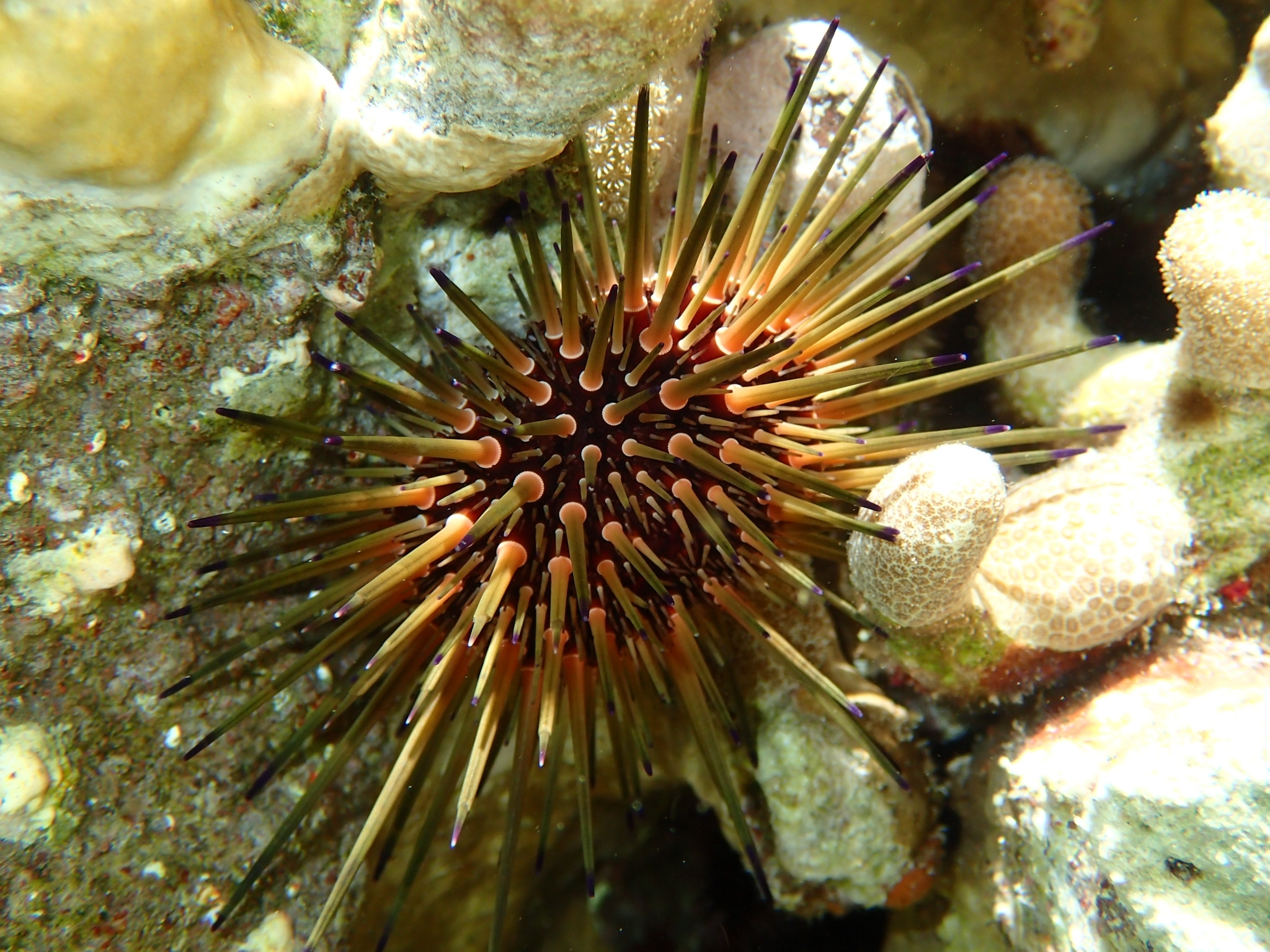
Seeigel

Raubtiere wie Waschbären, Nerze und Otter sowie Meerenten und Feldgänse nutzen die Muschelgärten gelegentlich als Nahrungsquelle, indem sie das Sediment durchwühlen, um kleine Muscheln, Würmer und andere wirbellose Tiere zu finden. Es ist denkbar, dass einige dieser Tiere in der Vergangenheit speziell in den Muschelgärten gejagt wurden. Die Jagd schützte die Muscheln vor einer übermäßigen Bestandsdezimierung und bot den Menschen eine zusätzliche Nahrungsquelle.
Untersuchungen zur Größe der Buttermuschel über einen Zeitraum von 11.500 Jahren zeigten, dass diese von der frühen Nacheiszeit an über die folgenden Jahrtausende hinweg stetig zunahm. Seit dem frühen Holozän nutzten die Menschen die Muschelpopulationen zunehmend und begannen vor etwa 3500 Jahren mit dem Bau von Muschelgärten. Die dadurch optimierten Bedingungen, wie ein grobes Substrat und das Vorhandensein einer Muschelgartenmauer, begünstigten das Muschelwachstum. Die Größe der Muscheln in aktiven Muschelgärten deutet darauf hin, dass Muschelgärten die Produktion trotz des zunehmenden Erntedrucks erhöhten. Der Rückgang traditioneller Bewirtschaftungspraktiken ist hingegen mit einer geringeren Größe und einem langsameren Wachstum der Muscheln verbunden.

## Altersbestimmung
Die Altersbestimmungen mittels Methoden wie Thermolumineszenzdatierung und der Radiokarbonmethode von Muscheln in Quadra Island, welche unterhalb der Muschelgartenmauern sowie unter den Terrassensedimenten gefunden wurden, lassen den Schluss zu, dass die Anlage der Muschelgärten vor etwa 1000 bis 1700 Jahren begann. Der Bau der Mauern erfolgte wahrscheinlich schrittweise und führte zu einer Erhöhung der Sedimentationsraten in der Gezeitenzone um das Vierfache. Bei weiteren Muschelgärten auf Quadra Island ergab die Radiokarbondatierung, dass einige Muschelgärten dort über 3500 Jahre alt sind.